# Resolutie 2423 Veiligheidsraad Verenigde Naties
Resolutie 2423 van de Veiligheidsraad van de Verenigde Naties werd op 28 juni 2018 unaniem aangenomen. Deze resolutie verlengde de VN-vredesmacht in Mali opnieuw met een jaar.

## Standpunten
De Franse vertegenwoordiger zei dat de resolutie een sterke boodschap gericht aan de partijen in Mali inhield: de vredesmacht was enkel gerechtvaardigd als het vredesproces vooruitgang boekte. De door de partijen vooropgestelde prioriteiten moesten op tijd worden uitgevoerd, anders zouden gerichte sancties worden overwogen.
De Russische vertegenwoordiger gaf aan dat zijn land het niet met alle passages eens was. Zo onder meer het gebruik van de term "inlichtingen". Klimaat- en milieukwesties waren dan weer een zaak van de Algemene Vergadering en de Economische en Sociale Raad. Bovendien vond men dat Frankrijk, dat de tekst had opgesteld, geen rekening had gehouden met de argumenten van zijn land.

## Achtergrond
Sedert de jaren 1990 hadden de Toearegs in het noorden van Mali hun eigen bestuurlijke zone. Zij probeerden al langer hun regio Azawad los te maken van Mali, maar enkele gevechten in 2006 leidden tot een akkoord met de regering. Na de Libische burgeroorlog in 2011 keerden velen van hen die voor Qadhafi hadden gevochten zwaar bewapend terug naar Mali. Ze begonnen er een veroveringstocht om er gewapenderhand het noorden van het land in te nemen. De regering en het leger konden hen niet de baas en na maanden van ontevredenheid over leiding en uitrusting pleegden soldaten een staatsgreep, waarbij ook president Touré werd verjaagd. Zij richtten een comité voor het herstel van de democratie op, maar droegen de macht over aan een overgangsregime onder leiding van de parlementsvoorzitter na onderhandelingen met de ECOWAS.
In januari 2013 zetten islamitische rebellen opnieuw een offensief naar het zuiden in. Franse grondtroepen ondersteund door troepen uit verschillende Afrikaanse landen zetten een tegenoffensief in en dreven hen terug naar het noorden. In april 2013 werd door middel van resolutie 2100 besloten om een VN-vredesmacht naar het land te zenden.
In juni 2015 werd onder internationale druk een vredesakkoord getekend tussen de regering en twee rebellenallianties, maar dit bleef grotendeels een dode letter. Gedurende de jaren daarop verspreidden extremistische militanten zich over de andere landen in de Sahel. In 2017 werd daarom de regionale G5 Sahel-antiterreurmacht opgericht om ze te bestrijden.

## Inhoud
De uitvoering van het vredesakkoord dat in 2015 was gesloten tussen de Malinese regering en de rebellenallianties Plateforme d'Alger en Coordination des mouvements de l’Azawad bod een historische kans om duurzame vrede te sluiten in Mali. De uitvoering ervan ging echter met aanhoudende vertragingen gepaard, vooral voor wat defensie en veiligheid betrof.
In januari 2018 waren de partijen overeengekomen welke punten met prioriteit moesten worden uitgevoerd. In dat jaar moesten er presidentsverkiezingen worden gehouden. Ook moest het bestuur gedecentraliseerd worden en moest het noorden van het land een tijdelijk bestuur krijgen. Verder moesten rebellen gedemobiliseerd en geherintegreerd worden. Tegen eind 2018 moesten alle strijders die hiervoor in aanmerking kwamen geregistreerd zijn. De veiligheidsdiensten moesten worden hervormd en minstens 1000 leden van de groeperingen die het vredesakkoord hadden ondertekend moesten tegen dan zijn opgenomen in het leger.
Intussen breidden terreurgroepen en de georganiseerde misdaad zich verder uit naar het centrum en zuiden van het land. Er waren voortdurend aanvallen op de bevolking, de overheid, het leger, de VN-vredesmacht, de Franse troepen, de EU-trainingsmissie en hulpverleners. Maar ook het Malinese leger werd beschuldigd van mensenrechtenschendingen. De overheid moest deze onderzoeken en de schuldigen vervolgen. Oorlogsmisdadigers werden doorverwezen naar het Internationaal Strafhof.
De MINUSMA-vredesmacht bleef met een gebrek aan capaciteit kampen. Zo waren er te weinig helikopters en pantserwagens. Wel waren een bataljon om konvooien te beschermen en een snellereactie-eenheid onderweg. Landen die deze eenheden hadden toegezegd werden gevraagd ze tijdig te ontplooien.
Het mandaat van de vredesmacht werd verlengd tot 30 juni 2019. Het aantal manschappen bleef ongewijzigd op maximaal 13.289 militairen en 1920 agenten. Helpen met de uitvoering van het vredesakkoord bleef de voornaamste taak. In het bijzonder het uitbreiden van het overheidsgezag in heel het land, de organisatie van de verkiezingen, toezicht op het staakt-het-vuren, de ontwapening en herintegratie en het ondersteunen van het Malinese leger.
De Franse legermacht in Mali, die er tegen de terreurgroepen vocht, werd opnieuw toegestaan tussen te komen bij een ernstig direct gevaar voor de VN-vredesmacht, als secretaris-generaal António Guterres hierom zou vragen.
Lijst ·  2398 ·  2399 ·  2400 ·  2401 ·  2402 ·  2403 ·  2404 ·  2405 ·  2406 ·  2407 ·  2408 ·  2409 ·  2410 ·  2411 ·  2412 ·  2413 ·  2414 ·  2415 ·  2416 ·  2417 ·  2418 ·  2419 ·  2420 ·  2421 ·  2422 ·  2423 ·  2424 ·  2425 ·  2426 ·  2427 ·  2428 ·  2429 ·  2430 ·  2431 ·  2432 ·  2433 ·  2434 ·  2435 ·  2436 ·  2437 ·  2438 ·  2439 ·  2440 ·  2441 ·  2442 ·  2443 ·  2444 ·  2445 ·  2446 ·  2447 ·  2448 ·  2449 ·  2450 ·  2451